# Portalrubio de Guadamejud
Portalrubio de Guadamejud és un municipi de la província de Conca, a la comunitat autònoma de Castella-La Manxa.